# Centro Espacial Naro
El Centro Espacial Naro es un puerto espacial surcoreano ubicado en la provincia de Jeolla del Sur, en el condado de Goheung-gun. Es operado por el Instituto de Investigación Aeroespacial de Corea.
El puerto se encuentra a 485 kilómetros al sur de Seúl. Posee una rampa de lanzamiento, una torre de control, una pista de aterrizaje y un centro de exposiciones.
Desde aquí se realizaron los lanzamientos del lanzador ruso-surcoreano Naro-1, siendo el primer lanzamiento el 25 de agosto de 2009, pero un vuelo fue un fracaso. El primer lanzamiento exitoso del puerto y del programa Naro-1 fue el 30 de enero de 2013.
Está planeado que el sucesor del Naro-1, el KSLV-2, sea lanzado desde el puerto.